# AMSN
AMSN (Alvaro's Messenger) is een instant messenger die verscheen op 22 mei 2002. AMSN ondersteunt het Microsoft Notification Protocol, dat ook gebruikt werd door Windows Live Messenger. Het programma is vrije software en geschreven in Tcl/Tk, een scripttaal die als voordeel heeft dat deze niet gecompileerd hoeft te worden, waardoor snel aanpassingen in de broncode gemaakt kunnen worden. Ook heeft het interpreters voor verschillende platformen waardoor het programma onder andere gebruikt kan worden onder Windows, Mac, Linux en verscheidene Unix-varianten. De laatste versie van aMSN is versie 0.98.9, uitgebracht op 25 mei 2012.

## aMSN 2
De opvolger van aMSN 1 stond gekend als aMSN2. Deze zou volledig herschreven worden in de programmeertaal Python. Deze versie is nooit uitgekomen - de stopzetting van MSN heeft dit verhinderd.